# 雷特克兹拜伦奇
雷特克兹拜伦奇，是匈牙利索博尔奇-索特马尔-贝拉格州所辖的一个村。总面积15.80平方公里，总人口1160，人口密度73.4人/平方公里（2011年1月1日）。